# Cleanroom

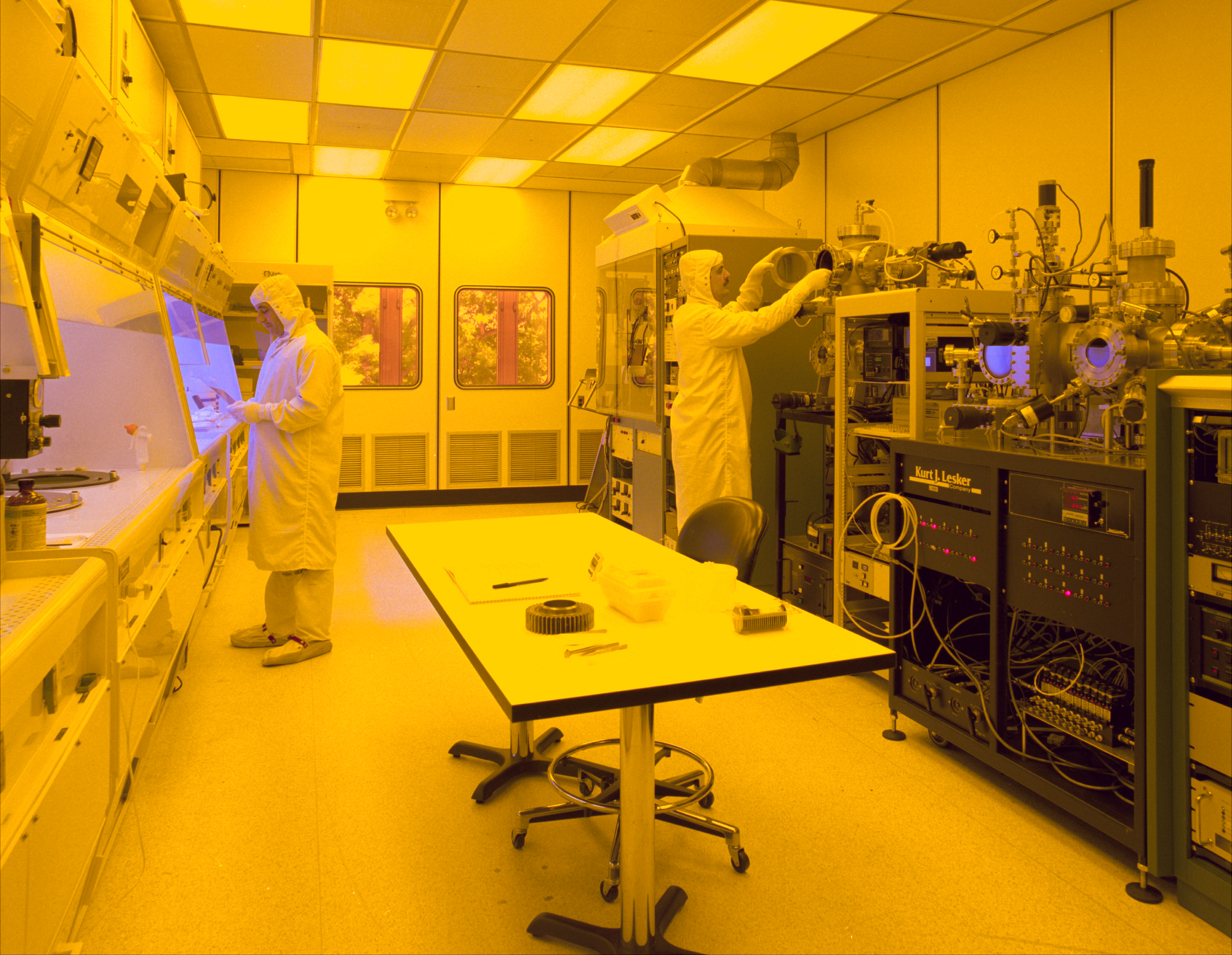
Een cleanroom van binnen. Geel licht wordt gebruikt tijdens productie van halfgeleiders.

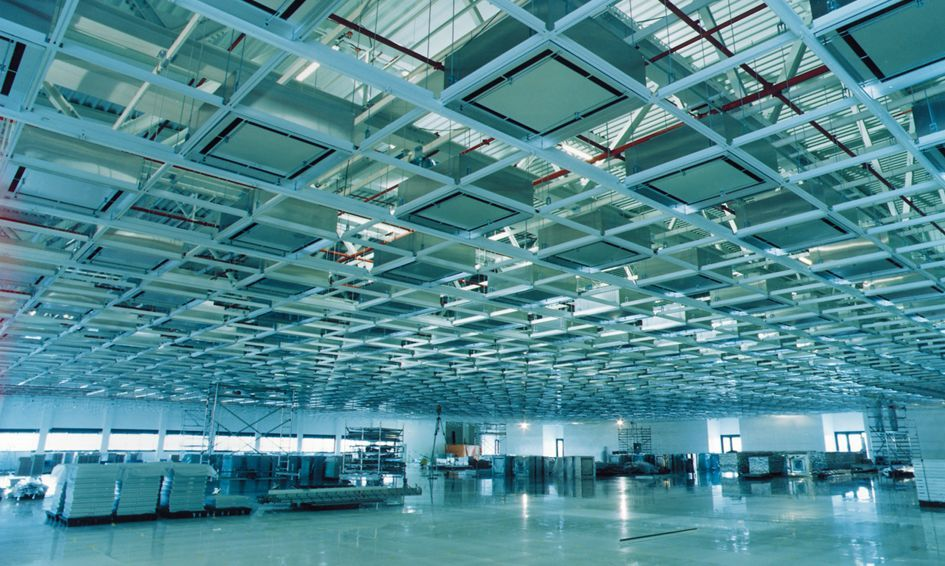
Cleanroom voor fabricage van halfgeleiders (in aanbouw)

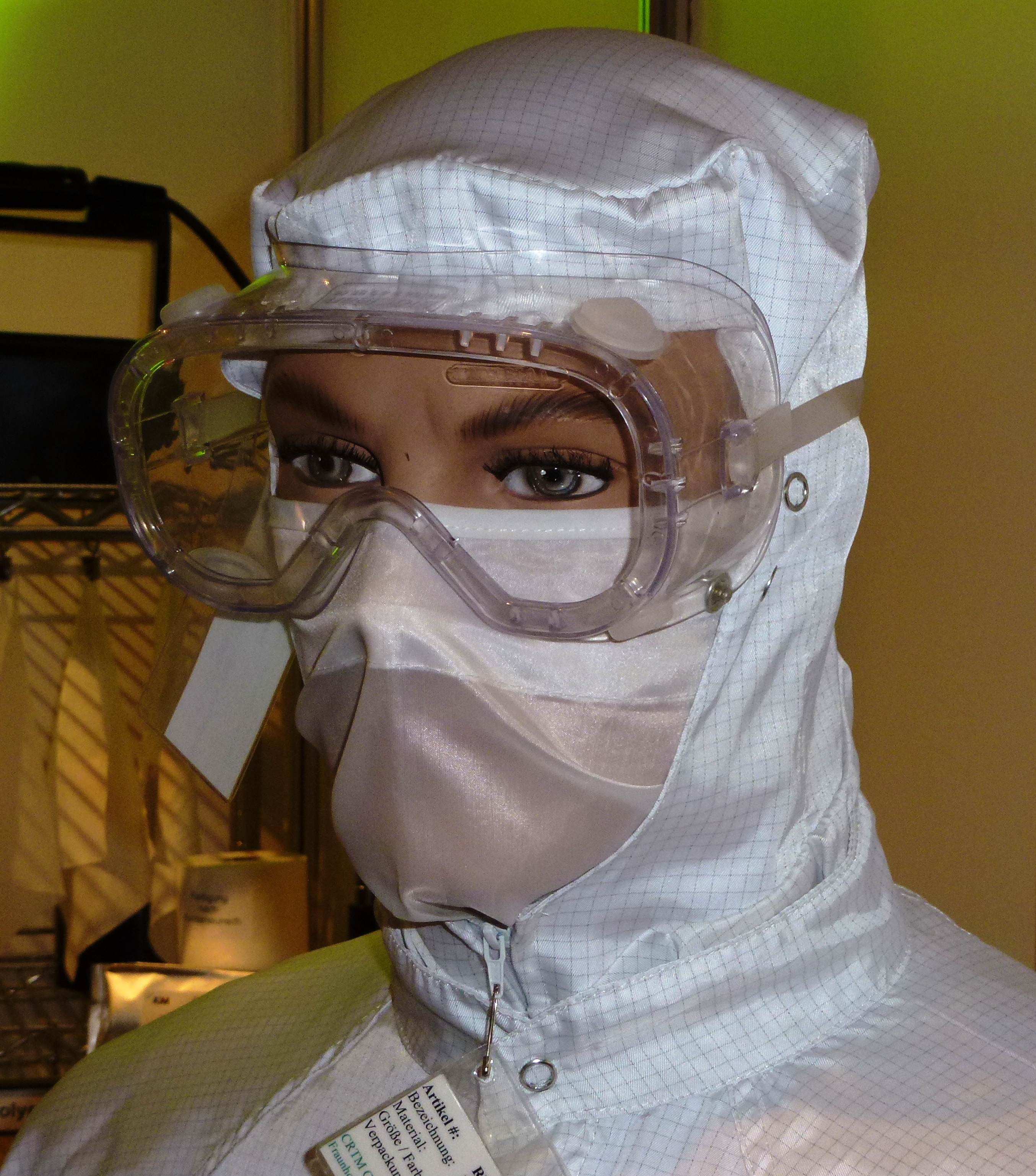
Hoofdbedekking in een cleanroom

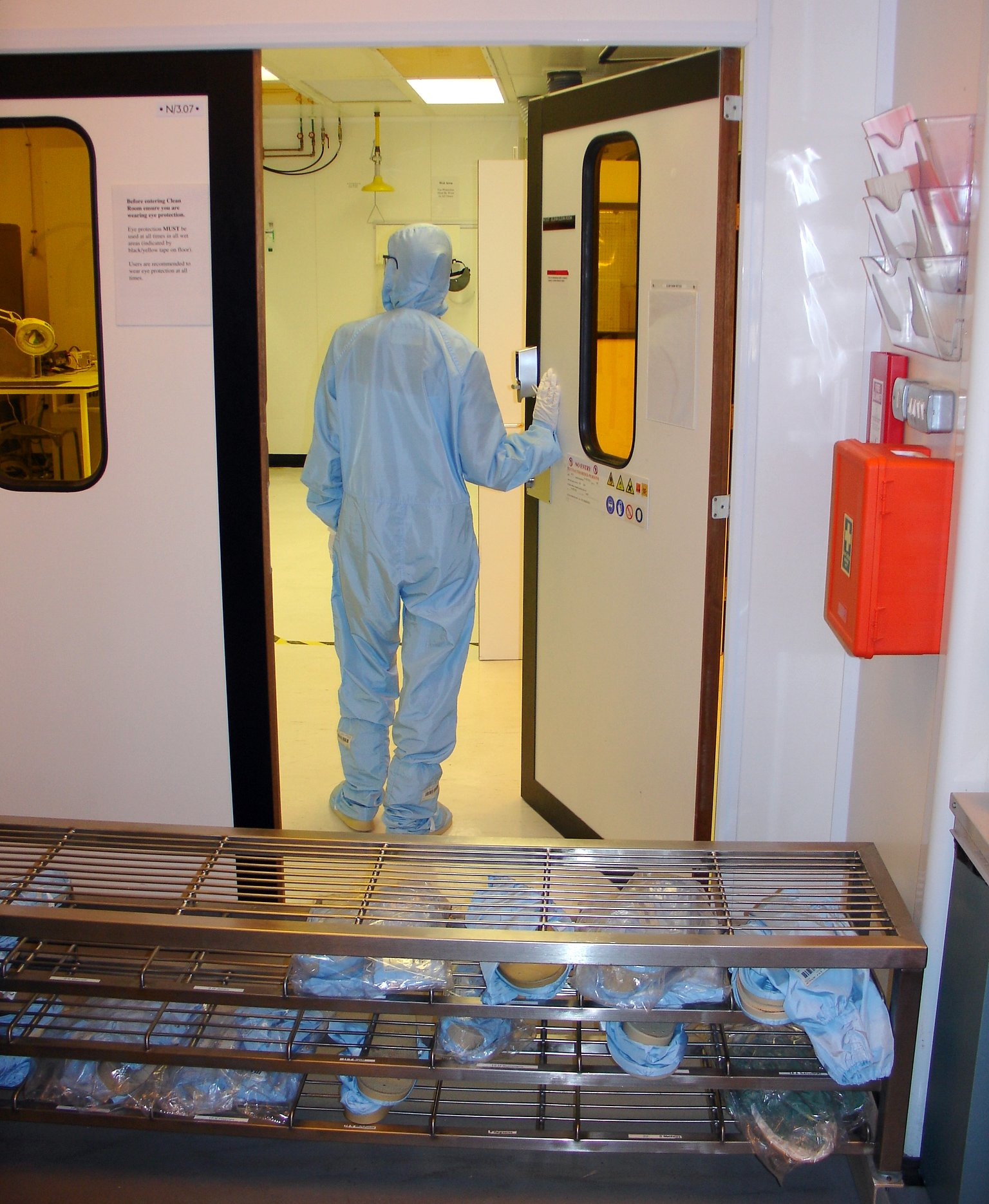
Iemand met de benodigde uitrusting gaat een cleanroom binnen.

Een cleanroom is een zeer zuivere werkomgeving: ontworpen om contaminatie aan het productproces of aan het onderzoek dat in die omgeving gebeurt te beperken, of indien mogelijk uit te sluiten.
Die contaminatie kan bestaan uit stof of vezels, in de lucht aanwezige micro-organismes, fijn stof of chemische dampen. De hoeveelheid vervuiling in een cleanroom wordt gespecificeerd door het aantal deeltjes per kubieke meter van een specifieke omvang. In een typische stedelijke omgeving bevat de lucht 35 miljoen deeltjes van 0,5 µm of groter per kubieke meter terwijl er bijvoorbeeld in een ISO 5 cleanroom maar 3.520 deeltjes van die diameter per m3 zijn, dit is dus zo'n 10 000 keer zo "clean".

## Overzicht
Cleanrooms bestaan in allerlei verschillende vormen en afmetingen. Hele fabricagefaciliteiten kunnen aanwezig zijn in een cleanroom met oppervlaktes van duizenden vierkante meters. Cleanrooms kunnen ook slechts enkele vierkante meters groot zijn, of slechts zo groot als een grote werktafel (flowbench). De meeste cleanrooms hebben een verticale luchtstroom, sommige zijn zeer hoog (bijvoorbeeld bij de bouw van satellieten) en hebben dan dikwijls een horizontale luchtstroom.
Cleanrooms worden vooral gebruikt bij de fabricage van halfgeleiders of geneesmiddelen. Maar ook in andere industrieën zoals de biotechnologie, de biologie, de optica, de productie van zonnecellen, de ruimtevaart, worden cleanrooms gebruikt om producten of processen te beschermen. Ook de voedingsindustrie maakt gebruik van cleanroomtechnieken, zo kan een betere controle van het productieproces bv. de houdbaarheidsdatum van bereide gerechten of verse producten in belangrijke mate verlengen. 
In het algemeen leiden steeds strenger wordende kwaliteitseisen in tal van industrieën tot strengere omgevingseisen tijdens de productie en bijgevolg tot een toenemende behoefte om deze productie binnen een gecontroleerde omgeving te laten gebeuren. Dat verklaart waarom het gebruik van cleanrooms in de laatste 30 jaar enorm is toegenomen.
De lucht die van buiten de cleanroom inkomt wordt gefilterd van stofdeeltjes. De lucht in de cleanroom wordt permanent gewisseld en gefilterd om interne vervuiling te verwijderen.Dit gebeurt door middel van HEPA-filters (tot 99,995% efficiënt bij EN 1822 klasse H14, maar vaak beschreven als "houdt deeltjes met een diameter van 0,3 µm tegen met een doeltreffendheid van 99,97%") en ULPA-filters (ultra low penetration air; vanaf 99,9995% efficiënt tot zelfs meer dan 99,999995% efficiënt volgens EN 1822 klasses U15 tot U17 maar vaak beschreven als "houdt ten minste deeltjes met een diameter van 0,1 µm tegen met een doeltreffendheid van 99,999%").
Medewerkers gaan een cleanroom binnen via een luchtsluis (waar soms ook een luchtdouche aanwezig is). Ze dragen kleding zoals speciale mutsen of een hoofdkap, een overall, overschoentjes of overlaarzen en soms ook mondmaskers en handschoenen. Deze kleding dient om te voorkomen dat de persoon die in de cleanroom werkt, deze ruimte contamineert. Contaminatie kan bestaan uit haren, huidschilfers van de persoon zelf, maar ook vezels en stofdeeltjes van zijn of haar onderkleding. Voor ze de cleanroom binnen gaan lopen de cleanroomgebruikers of operators over een kleefmat, hierop blijven de deeltjes achter die zich nog aan hun zolen bevinden. Ook transportwagentjes rijden over dit soort mat om contaminatie te vermijden die via de wieltjes zou worden binnengebracht. De kleding die de gebruikers dragen wordt regelmatig gewisseld, afhankelijk van de cleanroomklasse kan dit enkele malen per dag zijn of enkele malen per week. Deze kleding kan wasbaar zijn of wegwerp. De wasbare kleding is gewoonlijk in 100% polyester weefsel en wordt gewassen in een speciale cleanroomwasserij.
Gereedschap en meubels in een cleanroom zijn speciaal ontworpen om zo min mogelijk vervuiling te produceren. Daarnaast zijn er ook speciale materialen zoals stofarm papier, speciale stofarme wipes, poedervrije handschoenen, alles om zo weinig mogelijk stofdeeltjes of vezeltjes te produceren. De concentratie van stofdeeltjes wordt gemeten met een deeltjesteller (particle counter). De stofdeeltjes die gemeten worden zijn tussen 0,1 en 5 micrometer groot en zijn met het blote oog niet zichtbaar. Het menselijk oog ziet deeltjes vanaf ongeveer 30 micrometer.
In cleanrooms is de luchtdruk hoger dan die van de omgeving daar buiten. Hierdoor kan er nooit vuile lucht naar binnen.
De HVAC (een luchtbehandelingssysteem) van een cleanroom zorgt er (soms ongewild) voor dat relatieve vochtigheid van de ruimte op een laag niveau blijft. Hierdoor zijn extra maatregelen nodig om elektrostatische ontladingen te voorkomen.

## Luchtstroomprincipes
|  |  |

## Classificatie van cleanrooms
Cleanrooms zijn geclassificeerd volgens het aantal deeltjes van een maximale omvang per hoeveelheid lucht. De hoge nummers zoals "klasse 100" of "klasse 1000" zijn classificaties die door de Verenigde Staten (US FED STD 209E) vastgesteld zijn. Hierbij wordt het nummer bepaald door het maximaal toegestane aantal deeltjes met een diameter van 0,5 µm of groter per kubieke voet lucht.
De lage nummers verwijzen naar de ISO 14644-1-standaard, waarbij op een logaritmische schaal het maximaal toegestane aantal deeltjes van 0,1 µm of groter per kubieke meter lucht wordt weergegeven. Een voorbeeld, een ISO-klasse 5 cleanroom mag maximaal 105 = 100 000 deeltjes van 0,1 µm of 3520 deeltjes van 0,5 µm per m³ lucht bevatten.

### cleanroomstandaard US FED STD 209E
|         | deeltjes/ft³ | deeltjes/ft³ | deeltjes/ft³ | deeltjes/ft³ | deeltjes/ft³ | deeltjes/ft³ |
| Klasse  | 0,1 µm       | 0,2 µm       | 0,3 µm       | 0,5 µm       | 5 µm         |              |
| ------- | ------------ | ------------ | ------------ | ------------ | ------------ | ------------ |
| 1       | 35           | 7            | 3            | 1            |              |              |
| 10      | 350          | 75           | 30           | 10           |              |              |
| 100     |              | 750          | 300          | 100          |              |              |
| 1 000   |              |              |              | 1 000        | 7            |              |
| 10 000  |              |              |              | 10 000       | 70           |              |
| 100 000 |              |              |              | 100 000      | 700          |              |

### cleanroomstandaard ISO 14644-1:1999
|        | deeltjes/m³ | deeltjes/m³ | deeltjes/m³ | deeltjes/m³ | deeltjes/m³ | deeltjes/m³ |
| Klasse | 0,1 µm      | 0,2 µm      | 0,3 µm      | 0,5 µm      | 1 µm        | 5 µm        |
| ------ | ----------- | ----------- | ----------- | ----------- | ----------- | ----------- |
| ISO 1  | 10          | 2           |             |             |             |             |
| ISO 2  | 100         | 24          | 10          | 4           |             |             |
| ISO 3  | 1 000       | 237         | 102         | 35          | 8           |             |
| ISO 4  | 10 000      | 2 370       | 1 020       | 352         | 83          |             |
| ISO 5  | 100 000     | 23 700      | 10 200      | 3 520       | 832         | 29          |
| ISO 6  | 1 000 000   | 237 000     | 102 000     | 35 200      | 8 320       | 293         |
| ISO 7  |             |             |             | 352 000     | 83 200      | 2 930       |
| ISO 8  |             |             |             | 3 520 000   | 832 000     | 29 300      |
| ISO 9  |             |             |             | 35 200 000  | 8 320 000   | 293 000     |

### Klassevergelijking van cleanrooms
De volgende klassen zijn enigszins vergelijkbaar, maar de standaardmanier van testen kan verschillend zijn.
| ISO 14644-1 | FED STD 209E |
| ----------- | ------------ |
| ISO 3       | 1            |
| ISO 4       | 10           |
| ISO 5       | 100          |
| ISO 6       | 1 000        |
| ISO 7       | 10 000       |
| ISO 8       | 100 000      |

### cleanroomstandaard BS 5295
|        | deeltjes/m³ | deeltjes/m³ | deeltjes/m³ | deeltjes/m³ | deeltjes/m³ | deeltjes/m³ |
| Klasse | 0,5 µm      | 1 µm        | 5 µm        | 10 µm       | 25 µm       |             |
| ------ | ----------- | ----------- | ----------- | ----------- | ----------- | ----------- |
| 1      | 3 000       |             | 0           |             |             |             |
| 2      | 300 000     |             | 3 000       | 30          |             |             |
| 3      |             | 1 000 000   | 20 000      | 4 000       | 300         |             |
| 4      |             |             | 200 000     | 40 000      | 400         |             |

### cleanroom GMP Annex 1
|        | deeltjes/m³ | deeltjes/m³   | deeltjes/m³       | deeltjes/m³       |
|        | In rust     | In rust       | In bedrijf        | In bedrijf        |
| Klasse | 0,5 µm      | 5 µm          | 0,5 µm            | 5 µm              |
| ------ | ----------- | ------------- | ----------------- | ----------------- |
| A      | 3 520       | Not Specified | 3 520             | Not specified     |
| B      | 3 520       | Not specified | 352 000           | 2 930             |
| C      | 352 000     | 2 930         | 3 520 000         | 29 300            |
| D      | 3 520 000   | 29 300        | not predetermined | not predetermined |